# Caribboecetes jenikarpae
Caribboecetes jenikarpae is een vlokreeftensoort uit de familie van de Ischyroceridae. De wetenschappelijke naam van de soort is voor het eerst geldig gepubliceerd in 1984 door Just.